# Gay Farm
Gay Farm es una casa colonial histórica ubicada en el lado norte de Nichewaug Hill en Petersham, Massachusetts. Construida en 1740 por William Negus, la casa es el edificio más antiguo que se conserva en Petersham. La familia de Negus fue propietaria de la casa hasta 1819, cuando Joel Stearns compró la propiedad. Thomas Stevens Howe, bisnieto de William Negus, compró la casa en 1847 y vivió allí hasta su muerte en 1893. Su hija Elizabeth y su marido Charles M. Gay vivieron en la casa durante sus vidas, lo que le dio su nombre actual. Al no tener hijos, la casa pasó a su pariente Lewis H. Babbitt y su esposa Corinne, quienes vivieron allí el resto de sus vidas.
La granja fue agregada al Registro Nacional de Lugares Históricos en 1977. 